# تندیس مسیح
تندیس مسیح (به پرتغالی: Cristo Redentor) مجسمه مشهوری است که در برزیل در شهر ریو دوژانیرو قرار دارد که مجسمه مسیح منجی است. این تندیس با ۳۹٫۶ متر بلندی در سال ۱۹۲۶ و در ارتفاع ۷۱۰ متری نوک کوه کورکووادو ساخته شده است. مجسمه مذکور حالت ایستاده عیسی مسیح را درحالی‌که دستان خود را کاملاً باز کرده است نشان می‌دهد که این حالت نشان دهنده پذیرش همه انسانها در آغوشش است.

## نگارخانه

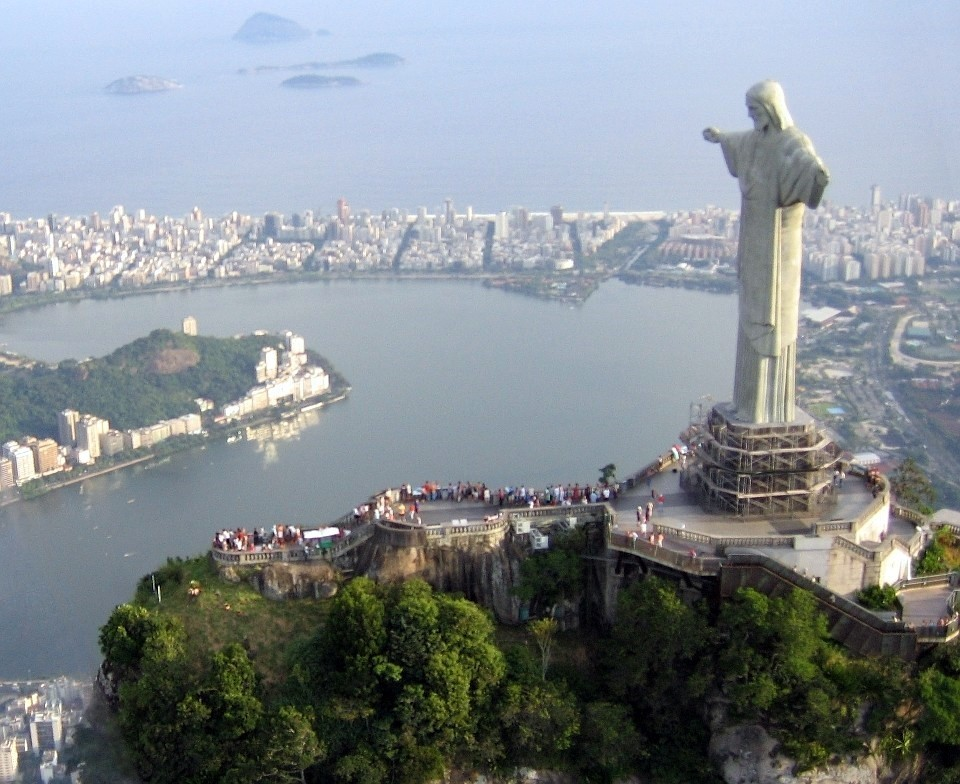
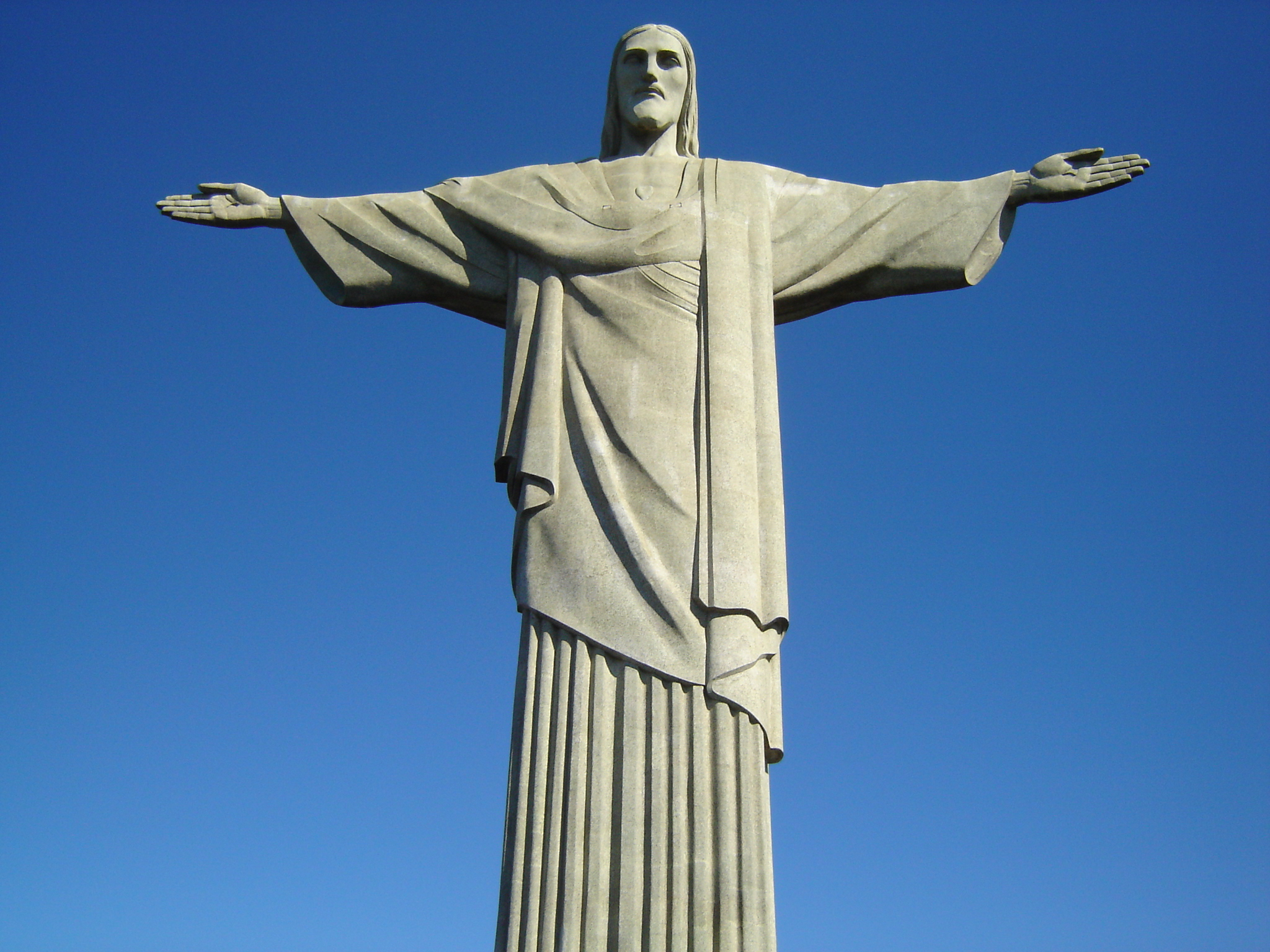
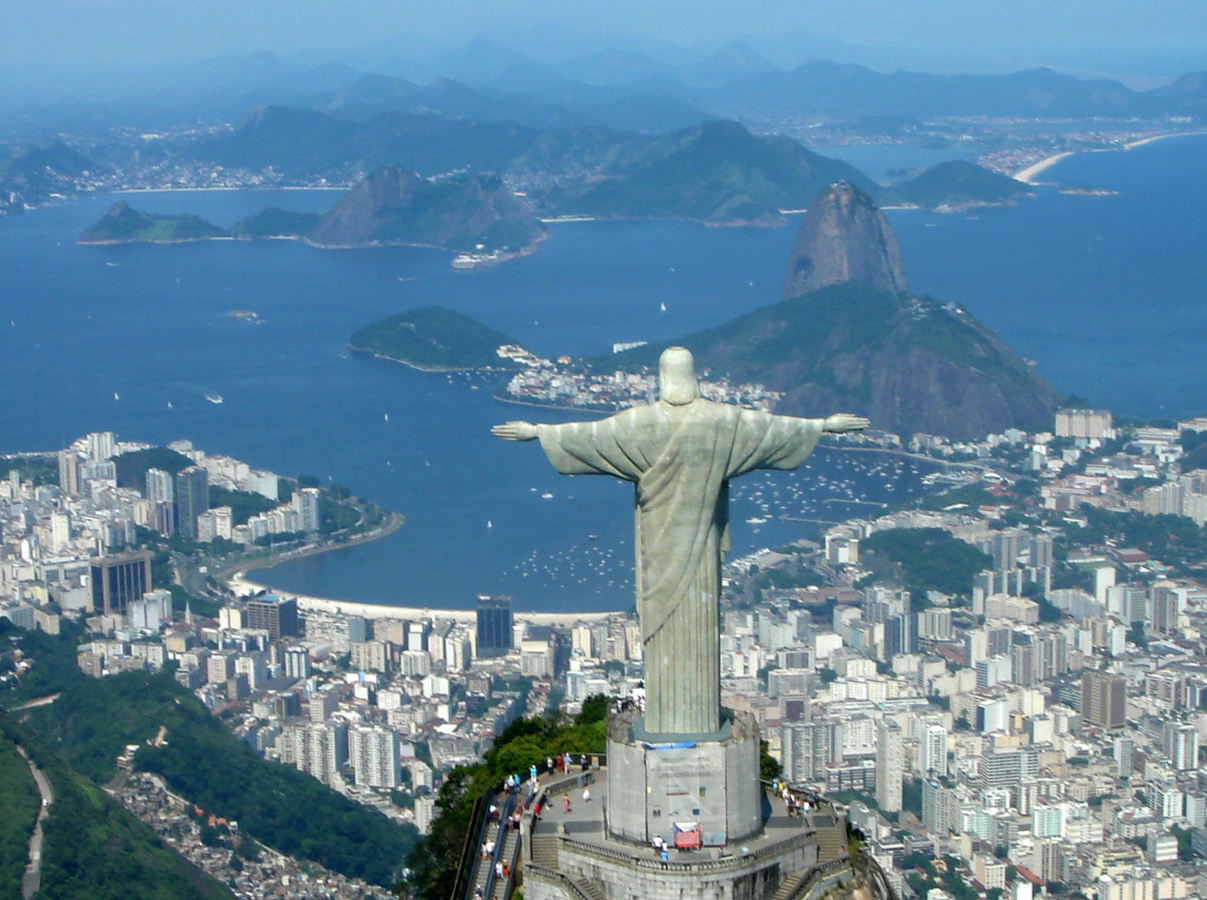
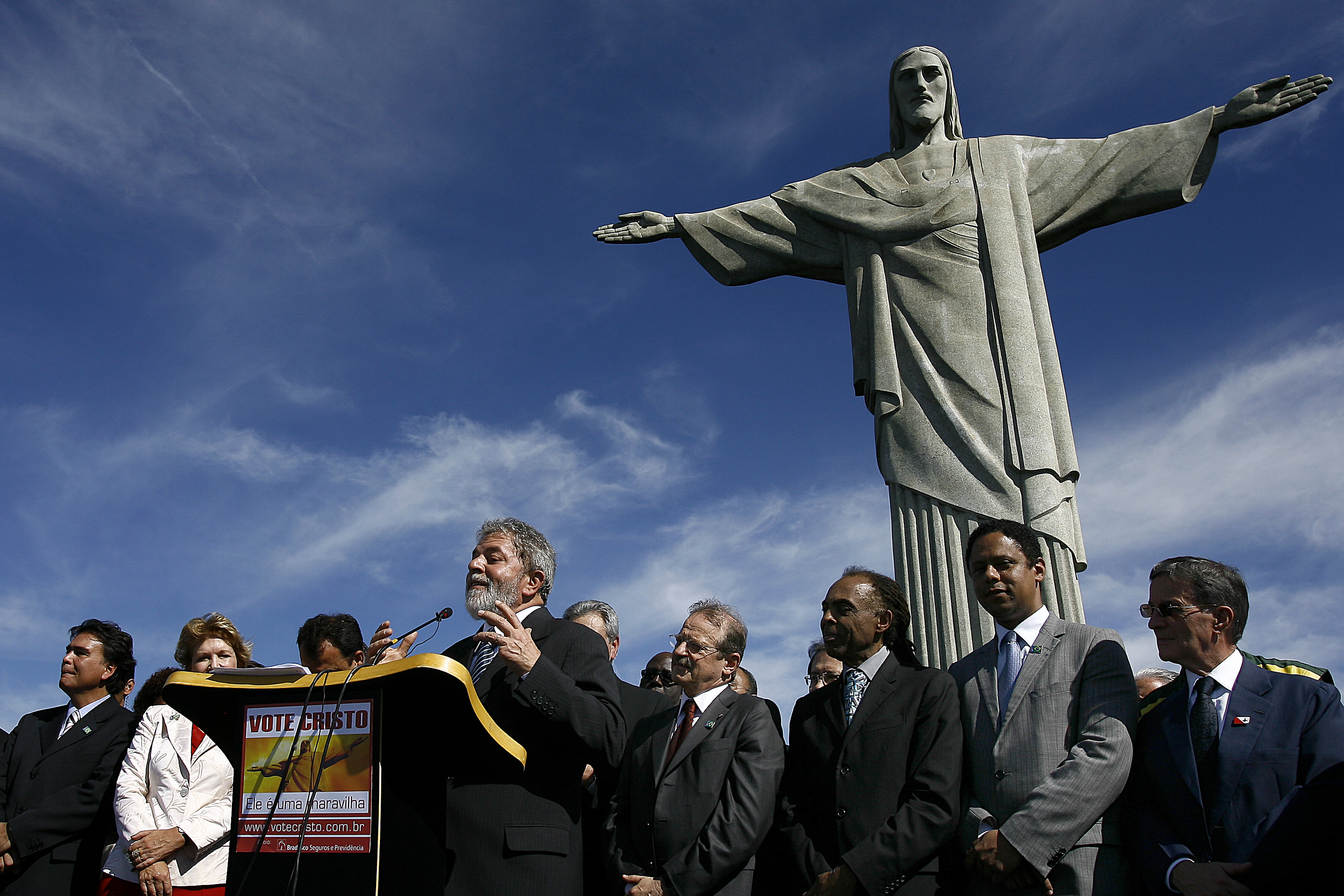